# Divavirus
Genre
Espèces de rang inférieur
- espèce-type : Diuris virus A

Divavirus est un genre de virus de la famille des Betaflexiviridae, sous-famille des Trivirinae, qui comprend trois espèces acceptées par l'ICTV, dont l'espèce-type, Diuris virus A. Ce sont des virus à ARN à simple brin de polarité positive, rattachés au groupe IV de la classification Baltimore. 
Le génome est monopartite. Les virions sont des particules filamenteuses, très flexueuses.
Ces virus infectent  diverses espèces d'angiospermes (phytovirus). On ne leur connaît aucun vecteur biologique. 

## Étymologie
Le nom générique, « Divavirus », dérive du nom de l'espèce-type, Diuris virus A .

## Structure
Les virions sont des particules non-envelopées, flexueuses, filamenteuses, de 640 nm de long et 12 nm de diamètre.
Le génome, monopartite, est constitué d'une molécule d'ARN à simple brin de polarité positive, linéaire, de 6,5 à 7,5 kb. L'extrémité 3' est polyadénylée. Cet ARN code au moins trois protéines.

## Liste des espèces et non-classés
Selon NCBI (14 février 2021) :
- Diuris virus A
- Diuris virus B
- Hardenbergia virus A
- non-classés
  - Ocimum basilicum RNA virus 1